# Jean-Étienne Badier
Pour les articles homonymes, voir Badier (homonymie).
Originaire de Bretagne et rentré à 18 ans dans les ordres, Jean-Étienne Badier est un moine bénédictin qui fut professeur de théologie et de philosophie, et prieur. Bien que son implication dans la vie monastique du XVIIe siècle soit relativement importante, il est surtout connu pour son ouvrage en réponse à l’abbé Nicolas Gervaise. 

## Biographie
Né le 11 mai 1650 dans la commune de Dol en Bretagne (France), il est le troisième né d’une famille de neuf enfants. Fils de Jean Badier, sieur de Champgodé et procureur-syndic de Dol, et de Jeanne Lepoitevin. Il se tourne très jeune vers la religion.
Le 12 août 1668, à l’âge de 18 ans, il fait sa procession dans l’abbaye de Saint-Melaine rentrant donc dans les ordres de la congrégation de Saint-Maur. Après sa formation, il fut amené à occuper différents postes dans une grande partie de la France. Ainsi il fut professeur de philosophie et de théologie à l'abbaye de Saint Denis (Paris). À partir de 1690, il sera sans cesse employé à la gestion monastique. De plus à partir de 1690, Jean-Étienne Badier exerça aussi la charge de prieur dans différents prieurés, cités ci-dessous :
- Léhon, abbaye Saint-Magloire de Léhon de 1690 à 1693 ;
- Angers, abbaye Saint-Nicolas d'Angers de 1993 à 1696 ;
- Tours, église Saint-Julien de Tours de 1699 à une date non précisée ;
- Paris, église Notre-Dame-des-Blancs-Manteaux de 1702 à 1705 ;
- Compiègne de 1705 à 1711 ;
- Fécamp de 1711 à 1717 ;
- Corbie, abbaye de Saint-Pierre de Corbie de 1717 à 1719.

Le 6 juillet 1719, alors qu’il occupait encore la place de prieur à l’abbaye de Saint-Pierre de Corbie, Jean-Étienne Badier décède à l’âge de 69 ans. Il ne laisse derrière lui aucune descendance connue. 

## Ouvrage
- La sainteté de l'état monastique[6]est un ouvrage qu'il écrit alors qu'il est prieur à l'église Saint-Julien de Tours. Il est composé de 3 livres :
  - le premier montre l'état monastique dès son origine et que les moines ont une influence en Orient ou en Occident ;
  - le deuxième livre démontre que selon des témoignages saint Martin et ses disciples ont été moines ;
  - le troisième parle de l'histoire de l'abbaye de Marmourtier et de l'église de Saint-Martin de Tours.

L'ouvrage de Jean-Etienne Badier est une réponse à la vie de Saint-Martin écrit par Nicolas Gervaiseoù Gervaise dit que saint Martin n'était pas un moine et que l'Église ne devait pas le célébrer.